# Nadia Malm
Nadia Malm Hansen (født 22. oktober 1986), bedre kendt som Nadia Malm er en dansk sangerinde bedst kendt for sit samarbejde med Svenstrup & Vendelboe.
Hun deltog i det danske realityshow Idols i sæson 2 i 2004 som blev sendt på TV3. Hun blev en af de tre nederste i den første uge af showet og blev elimineret sammen med Jacob. Trods det glansløse resultat i Idols fortsatte hun den musikalske karriere.
Hendes samarbejde med Svenstrup & Vendelboe gav dem en førsteplads på den danske singlehitliste med singlen "Dybt Vand" featuring Nadia Malm. Den blev fulgt op med en anden succesfuld single fra Svenstrup & Vendelboe, "Glemmer Dig aldrig", igen med Nadia Malm på sang.
Med sangen "Glemmer Dig aldrig" vandt hun sammen med Svenstrup & Vendelboe Dancechart.dk-Prisen, Årets Danske DeeJay-Favorit, DK-Prisen og The Voice Clubbing-Prisen. Dermed tog de en statuette i alle de kategorier, de var nomineret i. Det skete ved Danish DeeJay Awards søndag den 31. marts 2013.
Nadia Malm deltog i Dansk Melodi Grand Prix i 2014 med sangen "Before You Forget Me". Hun gik dog ikke videre til top 3.
Nadia Malm har været fast radiovært på The Voice fra 2016 - 2018 og er i dag radiovært/programchef på Radio NRJ.

## Diskografi

### Singler
- 2011: "Dybt vand" (Svenstrup & Vendelboe ft. Nadia Malm)
- 2012: "Glemmer dig aldrig" (Svenstrup & Vendelboe feat. Nadia Malm)
- 2012: "En Som Er Din (Jeg Gi'r Slip)"
- 2013: "Uafhængig"
- 2014: "Before you forget me"
- 2014: "Hvor er du nu" (feat. Svenstrup & Vendelboe)
- 2017 "Gå"
- 2019 "Bedste Jul" (Nadia Malm / Nadia Gattas), udgivet under alias "Nadia & Nadia"
- 2020 "Come With Me" (Chriz feat. Nadia Malm)